# Antirhea tomentosa
Antirhea tomentosa là một loài thực vật]] thuộc họ Rubiaceae. Đây là loài đặc hữu của Jamaica. Chúng hiện đang bị đe dọa vì mất môi trường sống.